# RS-239
Pour les articles homonymes, voir Route 239.
La RS-239 est une route locale de l'État du Rio Grande do Sul qui relie les municipalités d'Estância Velha, depuis l'embranchement avec la RS-240, et de Maquiné.
Elle dessert Estância Velha, Novo Hamburgo, Campo Bom, Sapiranga, Araricá, Nova Hartz, Parobé, Taquara, Rolante, Riozinho et Maquiné.
D'une longueur de 123 km, elle est a 2 × 2 voies entre Estância Velha et Taquara et n'est pas asphaltée de Riozinho à Maquiné.